# Эскулубр
Эскулу́бр (фр. Escouloubre) — коммуна во Франции, находится в регионе Лангедок — Руссильон. Департамент коммуны — Од. Входит в состав кантона Акса. Округ коммуны — Лиму.
Код INSEE коммуны — 11127.

## Население
Население коммуны на 2008 год составляло 96 человек.
| 1962 | 1968 | 1975 | 1982 | 1990 | 1999 | 2008 |
| ---- | ---- | ---- | ---- | ---- | ---- | ---- |
| 181  | 137  | 85   | 86   | 114  | 90   | 96   |

## Экономика
В 2007 году среди 51 человека в трудоспособном возрасте (15—64 лет) 23 были экономически активными, 28 — неактивными (показатель активности — 45,1 %, в 1999 году было 73,9 %). Из 23 активных работали 20 человек (10 мужчин и 10 женщин), безработных было 3 (1 мужчина и 2 женщины). Среди 28 неактивных 6 человек были учениками или студентами, 13 — пенсионерами, 9 были неактивными по другим причинам.